# ふたご座オミクロン星
ふたご座ο星（ふたござオミクロンせい、ο Gem / ο Geminorum）は、ふたご座の恒星で5等星。

## 名称
固有名の積水 (Jishui) は、古代中国の天文学において二十八宿の1つの井宿という星宿に含まれる星官で、水を貯えること、転じて用水池や海などを意味する。積水をぎょしゃ座65番星と同定する説も有力であったが、2017年6月30日、国際天文学連合の恒星の固有名に関するワーキンググループは、Jishui をふたご座ο星の固有名として正式に承認した。なお、積水という星官は胃宿にも存在し、こちらはペルセウス座λ星とされる。